# アポロニア (小惑星)
アポロニア (358 Apollonia) は、小惑星帯にある大きな小惑星である。
1893年3月8日にオーギュスト・シャルロワがニースで発見し、古代ギリシアのイリュリアにあった植民地にちなんで名づけられた。